# Дьюлаи, Жолт
Жольт Дьюлаи (венг. Gyulay Zsolt; род. 12 сентября 1964, Вац) — венгерский спортсмен, гребец, специалист в гребле на байдарке. Двукратный олимпийский чемпион, обладатель 4 олимпийских медалей. 6-кратный чемпион мира, завоевал 14 медалей мировых первенств.
Выступал за клуб MTK. Взрослую международную карьеру начал в 1986 году, первым успехом стала победа на Чемпионате мира в Монреале. Пиком карьеры спортсмена стала Олимпиада в Сеуле в 1988 году, где он завоевал два золота на дистанциях байдарка-одиночка 500 метров и байдарка-четвёрка 1000 м. На тех же самых дистанциях четырьмя годами позже на Играх в Барселоне он выиграл две серебряные медали. Дьюлаи принимал участие и в Играх в Атланте 1996 года, но медалей не завоевал, их дуэт с Кристианом Бартфаи был на дистанции 500 метров лишь шестым.
Жольт Дьюлаи весьма успешно выступал на чемпионатах мира, всего он завоевал на них 14 медалей, из которых 6 золотых, 4 серебряных и 4 бронзовых. В 1996 году завершил спортивную карьеру.